# 동방영이전 ~ The Highly Responsive to Prayers
《동방영이전 ~ The Highly Responsive to Prayers》(일본어: 東方靈異伝 〜 The Highly Responsive to Prayers.)은 동방 프로젝트의 첫번째 시리즈 게임이다. 제작은 오타 준야가 하였다.